# Canaval y Moreyra (Metropolitano)
La estación Canaval y Moreyra es una estación del Metropolitano en Lima. Está ubicada en la intersección de la Vía Expresa Paseo de la República con la avenida Canaval y Moreyra en el distrito de San Isidro. 
En sus alrededores destacan los edificios de Petroperú, Ministerio de Desarrollo e Inclusión Social del Perú entre otros del Centro Financiero. Además, se encuentran frente a la estación las tiendas Tottus y plazaVea.

## Características
Tiene cuatro plataformas para el embarque y desembarque de pasajeros además de cuatro alternas adicionales. Las dos entradas se ubican en el nivel superior, hacia ambos lados del puente de la avenida sobre la Vía Expresa Paseo de la República. Cuenta con escaleras y dos ascensores (solo personas con movilidad reducida) para descender al primer nivel de la estación, además de máquinas y taquilla para la compra y recarga de tarjetas.

## Servicios
La estación es atendida por los siguientes servicios:
| Servicio troncal | Indicador     | Lunes a Viernes          | Lunes a Viernes | Sábado                   | Sábado        | Domingo                  | Domingo       |
| Servicio troncal | Indicador     | Norte a Sur              | Sur a Norte     | Norte a Sur              | Sur a Norte   | Norte a Sur              | Sur a Norte   |
| ---------------- | ------------- | ------------------------ | --------------- | ------------------------ | ------------- | ------------------------ | ------------- |
| Regular          | Regular C     | 05:00 - 23:00            | 05:00 - 23:00   | 05:00 - 23:00            | 05:00 - 23:00 | 05:00 - 22:00            | 05:00 - 22:00 |
| Expreso          | Expreso 1     | Embarque en Andrés Reyes | 05:00 - 21:00   | Embarque en Andrés Reyes | 06:00 - 21:00 | Embarque en Andrés Reyes | 06:00 - 21:00 |
| Expreso          | Expreso 5     | 09:00 - 17:00            | 09:00 - 17:00   | 05:15 - 20:20            | 05:15 - 20:20 | Sin Servicio             | Sin Servicio  |
| Expreso          | Expreso 6     | 05:30 - 10:00            | Sin Servicio    | Sin Servicio             | Sin Servicio  | Sin Servicio             | Sin Servicio  |
| Expreso          | Expreso 7     | 05:30 - 09:30            | Sin Servicio    | Sin Servicio             | Sin Servicio  | Sin Servicio             | Sin Servicio  |
| Expreso          | Expreso 8     | Embarque en Andrés Reyes | 17:00 - 21:00   | Sin Servicio             | Sin Servicio  | Sin Servicio             | Sin Servicio  |
| Expreso          | Expreso 9     | Embarque en Andrés Reyes | 05:30 - 09:00   | Sin Servicio             | Sin Servicio  | Sin Servicio             | Sin Servicio  |
| Expreso          | Super Expreso | 17:00 - 21:00            | 05:30 - 09:00   | 06:00 - 09:00            | Sin Servicio  | Sin Servicio             | Sin Servicio  |

## Conexiones
La Estación Canaval y Moreyra, tiene conexión con un servicio de los corredores complementarios.
| Corredores Complementarios | Corredores Complementarios           | Corredores Complementarios         | Corredores Complementarios            | Corredores Complementarios                 |
| Servicio                   | Ruta                                 | Paradero más cercano               | Horario                               | Acceso desde la estación hacia el paradero |
| -------------------------- | ------------------------------------ | ---------------------------------- | ------------------------------------- | ------------------------------------------ |
| 405                        | La Capilla (Montenegro) - San Isidro | Canaval y Moreyra (ambos sentidos) | 05:30 - 23:00 (L-S) 06:00 - 23:30 (D) | Acceso norte y sur                         |